# Ciel rouge (film, 2017)
Pour le film de Robert Wise, voir Ciel rouge.
Pour plus de détails, voir Fiche technique et Distribution.
Ciel rouge est un film dramatique français réalisé par Olivier Lorelle, sorti en 2017.

## Fiche technique
- Titre original : Ciel rouge
- Réalisation : Olivier Lorelle
- Scénario : Olivier Lorelle
- Décors : Truong Trung Dao
- Photographie : Jean-Marc Bouzou et Yvan Quéhec
- Montage : Cécile Dubois
- Producteur : Édouard Mauriat et Anne-Cécile Berthomeau
  - Coproducteur : Nicolas de Boisgrollier, Jean-Marc Merlin, Éric Merlin et Édouard George
  - Producteur exécutif : Viet Nu et Chieu Xuan Nguyen Thi
  - Producteur associé : Mathieu Ripka
- Production : Mille et une productions et Dexter Strategic Advisory
- Distribution : Jour2fête
- Pays d’origine :  France
- Format : couleur
- Genre : drame
- Durée : 91 minutes
- Dates de sortie :
  - France : 23 août 2017

## Distribution
- Cyril Descours : Philippe
- Audrey Giacomini : Thi
- Charles Mugnier : Le capitaine